# IC 4225
IC 4225 је лентикуларна галаксија у сазвјежђу Ловачки пси која се налази на листи објеката дубоког неба у Индекс каталогу.
Деклинација објекта је + 31° 58' 55" а ректасцензија 13h 20m 0,9s. Привидна величина (магнитуда) објекта IC 4225 износи 14,3 а фотографска магнитуда 15,2. IC 4225 је још познат и под ознакама UGC 8378, MCG 5-31-177, CGCG 160-198, CGCG 161-16, PGC 46507.